# Casa del Almirante (Tudela)

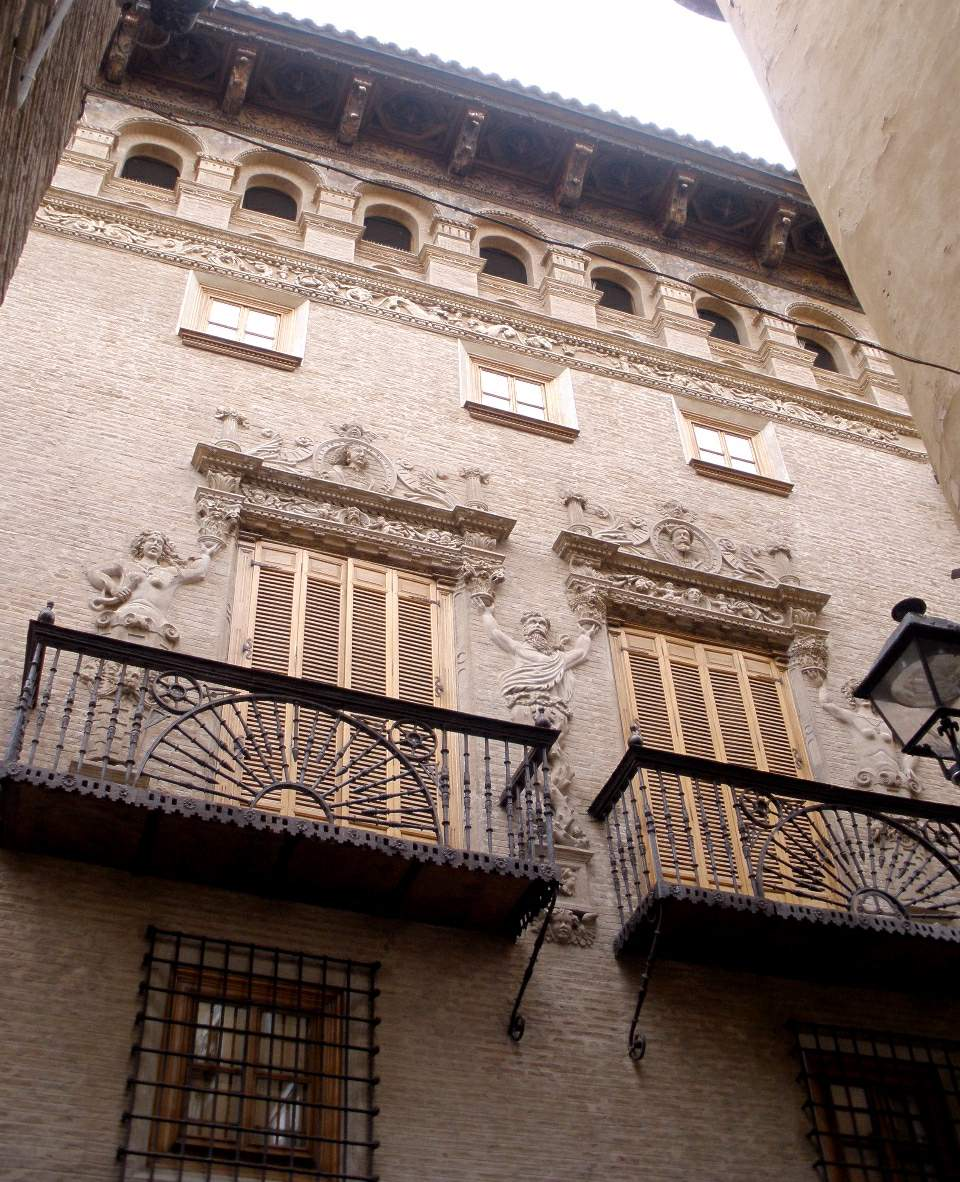
Casa del Almirante de Tudela

La Casa del Almirante, o Palacio del Almirante, o Palacio de los Cabanillas Berrozpe, de Tudela (Navarra) es un edificio de la arquitectura civil de esta ciudad, un palacio renacentista de los más interesantes de la España de mediados del siglo XVI. Está situado en la calle Rúa, en el Casco Antiguo de la ciudad, junto a la trasera del edificio consistorial, y en la actualidad es la sede de la Fundación María Forcada.

## Descripción general
La actual mansión plateresca sustituyó a una previa mansión de la que se conserva la gran escalera primitiva de planta cuadrada. La actual es una casona de tres plantas construida en ladrillo y que culmina con una galería de arquillos y una alero profusamente decorado. El patio es rectangular y de gran sobriedad, articulándose según los esquemas aragoneses del momento. Destaca la ornamentación de sus dos grandes balcones de la primera planta, con una espléndida decoración plateresca formada con figuras antropomorfas en alto relieve. Entre los balcones y el alero existe un friso en relieve. 

Responde a un «modelo palacial muy generalizado en el valle del Ebro con fachada de ladrillo, galería de arquillos en el remate y alero de madera», muy similar al Palacio del Marqués de San Adrián (Tudela). La misma fuente, en otra voz, afirma que, probablemente, los autores de ambos palacios sean los mismos, al tiempo que nos describe la fachada, del siglo XVII, «en ladrillo de gran altura presenta dos balcones con elementos decorativos cuyos remates están encuadrados por tres estípites antropormóficos, femeninos los extremos y masculino el central, alzado éste sobre un soporte serliano formado por troncos entrelazados. Remata la fachada un friso de grutescos culminado por un alero saliente de madera».

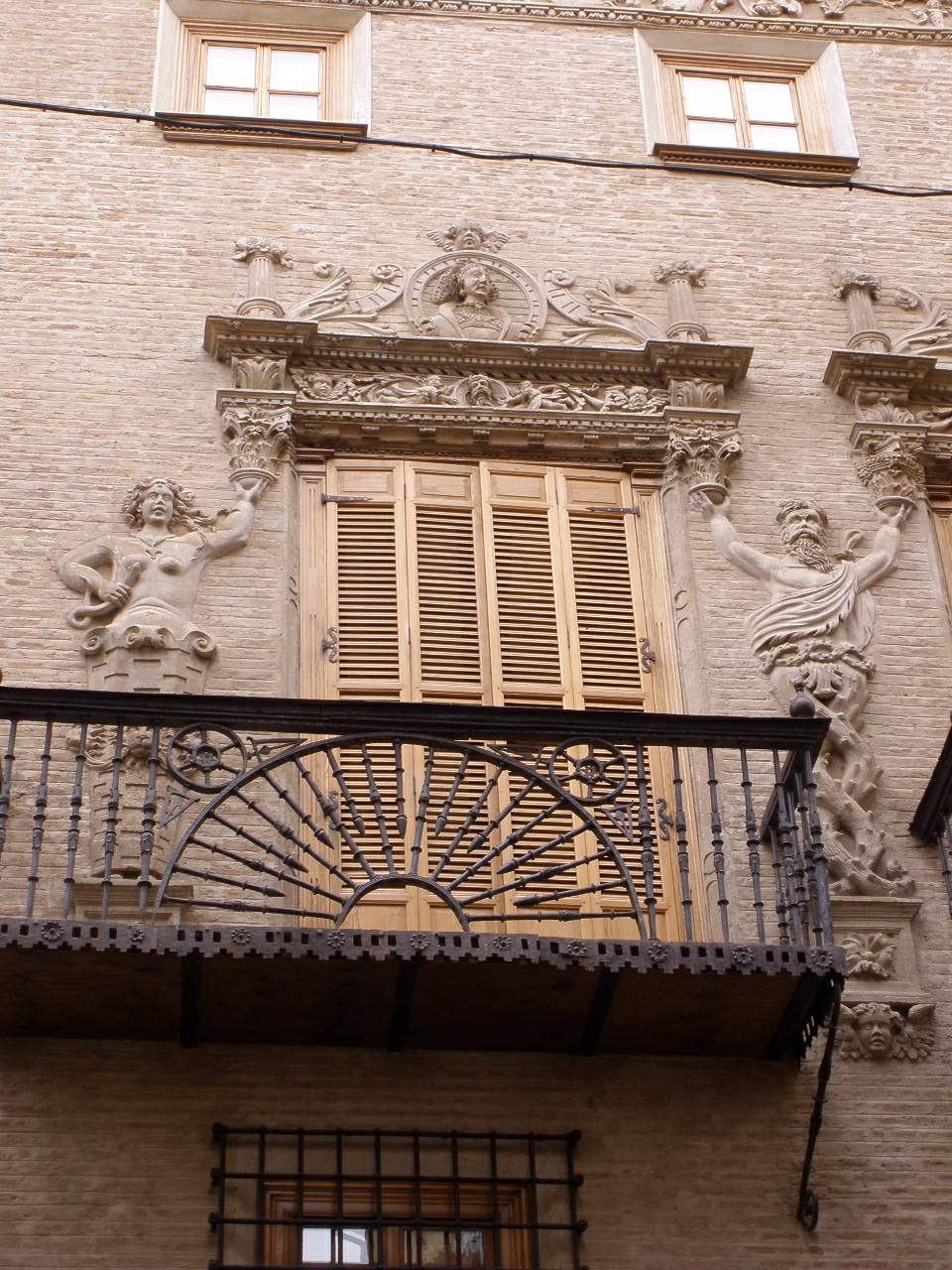
Casa del Almirante de Tudela

## Historia del edificio
Fue construido entre 1520 y 1560, sustituyendo una mansión previa del siglo XV. Los primeros propietarios de este palacio de los que se tiene noticia son los Cabanillas Berrozpe, herederos de los Gómez Peralta. Tras ellos, les sucedieron los Castillo Cabanillas y Gómez de Peralta en el siglo XVII, los Ximénez de Cascante y Ximénez de Antillón en el siglo XVIII, y finalmente el Barón de la Torre en el siglo XIX.
En esta casa pasaba los veranos el mencionado ingeniero de minas, Joaquín Ezquerra del Bayo, miembro fundador de la Real Academia de las Ciencias Exactas, Físicas y Naturales en 1847, por cuyos méritos la reina Isabel II le concedió en 1848 la encomienda de Carlos III y la llave de Gentilhombre de Cámara con ejercicio, y miembro de la Sociedad de Amigos del País de Tudela.
En 1976 María Carmen Forcada González, decoradora de Tudela, tuvo la oportunidad de adquirir este palacio y realizó varias intervenciones de consolidación y restauración. En 1997 se realizaron tareas de restauración, siendo limpiada y consolidada su magnífica fachada. La propietaria emprendió «una larga y laboriosa recomposición, consolidando las cubiertas y restaurando la fachada principal en una modélica recuperación tanto en los valores formales, como en las técnicas constructivas».
En 2002 se ofreció a la Universidad Pública de Navarra, para que lo utilizara en la realización de actividades culturales en él. Transcurridos cuatro años de inactividad en este aspecto, revocó la donación para cederlo a la Ciudad de Tudelal, asumiendo el consistorio de su ciudad natal el 20 de febrero del 2007, por unanimidad de la corporación municipal, tal donación "para fines culturales y educativos". Fruto de ese acuerdo alcanzado entre la donante, María Forcada, y el ayuntamiento, se dio el siguiente paso al constituirse la Fundación María Forcada, que sería la encargada de gestionar el centro y de hacer cumplir los objetivos marcados.
El ayuntamiento de Tudela invirtió tres millones de euros en la adecuación y restauración interior, entre febrero de 2009 y abril de 2010, obras que fueron acometidas bajo la dirección de la arquitecta Belén Esparza Estaún, para servir de sede a la Fundación María Forcada, inaugurada al público en diciembre de 2010.
Desde esa fecha la Casa del Almirante se destina a la celebración de actividades culturales y formativas para la ciudad de Tudela, desarrollándose exposiciones de artes plásticas, arte contemporáneo, cursos, seminarios, conferencias, etc. La restauración ha implicado la puesta en valor del edificio y su plena utilización por la ciudad, siendo gestionada por la propia fundación.